# Nicolae Rosetti-Bălănescu
Nicolae Rosetti-Bălănescu (ur. 6 grudnia 1827 w Jassach  – zm. 11 maja 1884 w Paryżu) – rumuński prawnik i polityk konserwatywny, minister spraw zagranicznych w latach 1863-1865.

## Życiorys
Pochodził z rodziny arystokratycznej. Syn Petrache Rosettiego i Smarandy (z d. Lazu). Po ukończeniu studiów prawniczych na Uniwersytecie Paryskim powrócił do kraju i pracował jako sędzia w okręgu Covurlui. W początkach lat 60. XIX w. należał do grona bliskich współpracowników Aleksandra Cuzy. W latach 1863-1865 kierował resortem spraw zagranicznych w gabinecie kierowanym przez Nicolae Crețulescu. W styczniu 1865 pełnił także funkcję ministra finansów.
Był dwukrotnie żonaty. Z pierwszą żoną Olgą Catargiu rozwiódł się by poślubić jej szwagierkę Alexandrinę Barcanescu (także rozwódkę). Ostatnie lata życia spędził w Paryżu, gdzie zmarł w 1884. Pochowany na cmentarzu Montparnasse w Paryżu.